# 杜茂 (越南)
杜茂（發音：[ʔɗo˦ˀ˥ məw˧˨ʔ]；1917年7月1日—2002年4月11日），越南共和國軍事人物、陸軍少將。法名普順。
杜茂出生在廣平省。早年曾參加越盟，後加入越南國軍，最後加入越南共和國陸軍。1958年至1963年，擔任越南共和國陸軍軍事安全的指揮官，並參與1963年推翻吳廷琰的政變。政變後，成為軍人革命委員會的政治委員。不過，其他領導人出於對其政治技能的畏懼，開始排擠他，讓他擔任沒有影響力的信息部長。因此在三個月後，杜茂與阮慶、楊文德、陳善謙、阮正詩、楊玉凜一起發動不流血政變，推翻軍人革命委員會。杜茂成為三位代理總理之一。不過，他對阮慶試圖建立軍事獨裁政權而大失所望，因而被年輕將軍們孤立。1964年退役。1975年4月29日流亡泰國，後定居於美國加利福尼亞州。
2002年4月11日逝世。